# Nyomár
Nyomár ist eine ungarische Gemeinde im Kreis Edelény im Komitat Borsod-Abaúj-Zemplén.

## Geografische Lage
Nyomár liegt in Nordungarn, 19 Kilometer nördlich des Komitatssitzes Miskolc und 7 Kilometer südöstlich der Kreisstadt Edelény an dem Fluss Hangács-patak. Nachbargemeinden sind Hangács, Ziliz, Borsodszirák und Damak.

## Geschichte
Im Jahr 1907 gab es in der damaligen Kleingemeinde 100 Häuser und 490 Einwohner auf einer Fläche von 1850 Katastraljochen. Sie gehörte zur damaligen Zeit zum Bezirk Szendrő im Komitat Borsod.

## Sehenswürdigkeiten
- Reformierte Kirche, erbaut 1825–1829, der Turm vor der Westfassade wurde 1876 hinzugefügt
- Römisch-katholische Kirche Keresztelő Szent János születése, in der auch die Gottesdienste der griechisch-katholischen Gemeinde stattfinden
- Weltkriegsdenkmal, erschaffen von Zoltán Bakó nach Plänen von Anita Bessenyey

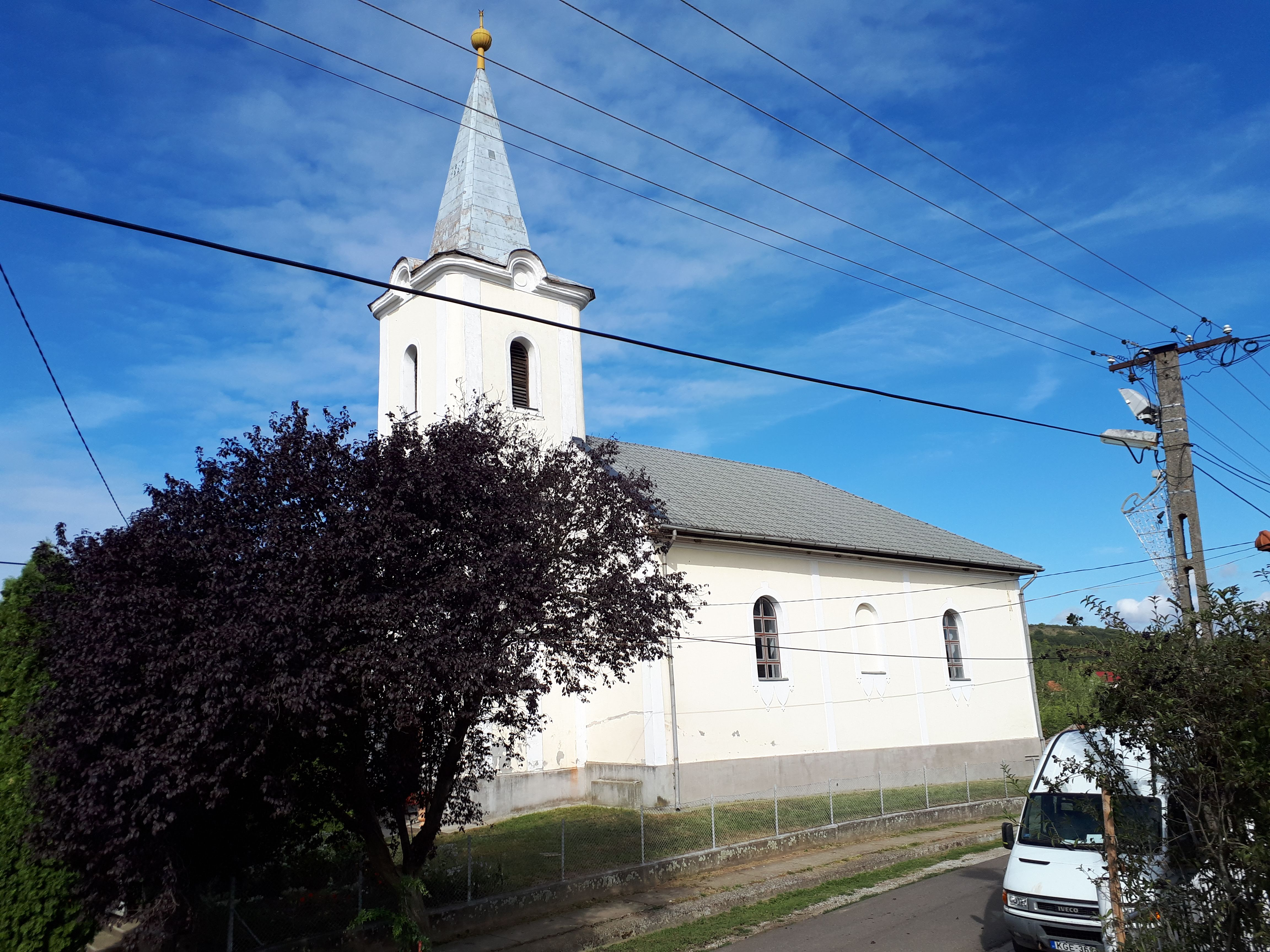
Reformierte Kirche

## Verkehr
Durch Nyomár verläuft die Nebenstraße Nr. 26137. Es bestehen Busverbindungen nach Hangács, über Ziliz und Borsodszirák nach Edelény sowie nach Boldva, wo sich der nächstgelegene Bahnhof befindet.